# Črešnjevec pri Semiču
Črešnjevec pri Semiču este o localitate din comuna Semič, Slovenia, cu o populație de 109 locuitori.